# Малий Аджалик
Мали́й Аджали́к (тур. Küçük Ağalık) — річка в Україні, в межах Одеського району Одеської області. Впадає у Малий Аджалицький лиман (басейн Чорного моря).

## Опис
Довжина річки 26 км, площа басейну 254 км². Долина коритоподібна, завширшки до 1,5 км, завглибшки до 20—40 м. Заплава завширшки 300—500 м. Річище помірно звивисте. Похил річки 2,4 м/км. Влітку в багатьох місцях пересихає. Споруджено кілька ставків. Назва походить від турецького тур. Ağalık, тобто "те, що належить Азі".

## Розташування
Малий Аджалик бере початок на околиці села Трояндове. Тече переважно на південний схід і (частково) південь. Впадає до Малого Аджалицького лиману біля східної частини села Міщанки.
На лівій притоці, річці-балці Кодинцевка, розташоване смт Доброслав.

## Притоки
- Кодинцівка (ліва); Балка Широка (права).